# Fanfare (Magazin)
Fanfare ist ein zweimonatlich erscheinendes US-amerikanisches Musik-Magazin, das Besprechungen neuer CDs veröffentlicht. Der Schwerpunkt liegt auf klassischer Musik, aber seit seiner Gründung enthält jede Ausgabe auch eine Jazz-Kolumne. Die Zeitschrift beschreibt sich selbst als „the magazine for serious record collectors“ (das Magazin für ernsthafte Plattensammler).

## Geschichte und Profil
Fanfare wurde am 1. September 1977 von dem damaligen Grundschullehrer Joel Bruce Flegler (geb. 1941) in Tenafly gegründet – zunächst aus „Liebhaberei“. Gegenwärtig (2024) fungiert er noch immer als Chefredakteur und Verleger des Journals.
Das Magazin hat aktuell einen Umfang von über 600 Seiten, von denen etwa 80 % den Rezensionen von Neuerscheinungen gewidmet sind. Der Rest sind eine beträchtliche Anzahl von Interviews, Reportagen und Buch-Besprechungen. Nicht enthalten sind Berichte über Audio-Equipment sowie über Pop-Musik. Dafür werden in der Zeitschrift weit mehr CDs vorgestellt als in jedem anderen vergleichbaren Musik-Magazin. Abonnenten erhalten einen Online-Zugriff auf aktuelle und frühere Artikel.
Die Redakteure von Fanfare verfügen über eine große Bandbreite an Fachkenntnissen von der mittelalterlichen bis zur zeitgenössischen Musik. Derzeit sind über 300 Musikjournalisten für Fanfare tätig, darunter der Komponist Kyle Gann und die Musikwissenschaftlerin und Pianistin Susan Kagan, eines der Gründungsmitglieder der American Beethoven Society, die von Anbeginn zum Team der Zeitschrift gehört. Zu den früheren Mitarbeitern zählten auch der bekannte New Yorker Musikkritiker und Buchautor Alex Ross (1992–1998) sowie der deutsche Musikwissenschaftler und Diskologe Martin Elste.